# Млада Германия
Млада Германия (на немски: Junges Deutschland) е литературно движение на млади, либерално настроени писатели в Германия през XIX век.
Окрилени от Юлската революция във Франция, представителите му активно публикуват свои творби след 1830 г., но по решение на тогавашния Германски Бундестаг произведенията им са забранени.
Името „Млада Германия“ за първи път се споменава от Хайнрих Лаубе, но става популярно благодарение на Лудолф Вийнбарг, чийто „Естетически поход“ през 1834 г. започва с програмните думи: „На тебе, млада Германия, посвещавам тези слова, не на старата“.

## Представители
В решението на Германския Бундестаг от 10 декември 1835 г. движението „Млада Германия“ или „Млада литература“ е наречено „книжовна школа“, към която официално са причислени Хайнрих Хайне, Карл Гуцков, Хайнрих Лаубе, Лудолф Вийнбарг и Теодор Мунт. Но такава школа или група фактически не съществува. Назованите автори са свързани по-скоро само от своята либерална позиция. В бързината дори е забравено да се спомене името на Лудвиг Бьорне. Но по-късно литературната историография разглежда тези шестима автори като ядрото на това движение.
Към „Млада Германия“ се числят още писатели като Георг Бюхнер, а към по-широкия кръг спадат Вилибалд Алексис, Адолф Гласбренер, Густав Кюне, Макс Валдау и Георг Хервег.
Самият Бюхнер се дистанцира от „Млада Германия“ в писмо до семейството си, което пише на 1 януари 1836 г. от изгнанието си в Страсбург:
| „ | „Всъщност, що се отнася до мене, аз по никакъв начин не принадлежа към така наречената „Млада Германия“, литературната партия на Гуцков и Хайне. Само пълното неразбиране на нашите обществени условия може да накара хората да мислят, че всекидневната литература е в състояние да доведе до пълно преобразуване на религиозните ни и социални устои.“ | “ |

Въпреки това между Георг Бюхнер и писателите от „така наречената“ „Млада Германия“ съществуват редица общи черти, което се изразява в протеста им срещу политическата реставрация. Освен това Бюхнер – подобно на авторите от „Млада Германия“ – се застъпва за литература, която не одобрява идеализма на Класиката (Шилер) и възгледите на Романтизма.

## Обзор
Общото между поетите от „Млада Германия“ е несъгласието им с реставраторската и реакционна политика на Метерних и князете от Германския съюз. Те защитават демократичните свободи, социалната справедливост и преодоляването на отживелите религиозни и морални представи. Отхвърлят идеализма на Класиката и Романтизма като аполитични и назадничави. И двете литературни направления са за тях прекалено чужди на действителния живот. За представителите на „Млада Германия“ литературата не бива да е елитарна, а трябва да насочва вниманието към социалните и политически проблеми на времето. Те виждат себе си като наследници и продължители на Просвещението и стават литературни първопроходци на буржоазно-либералната Мартенска революция от 1848/49 г.
Светогледът на поетите от „Млада Германия“ е повлиян от учението за саморазвитието на Хегел и утопичния социализъм на
Сен-Симон. По отношение на националната политика повечето от тях очакват да се постигне Единството на Германия под формата на република и така да се преодолее феодализмът.
За разлика от съвременници като Георг Бюхнер или по-късното поколение поети около Георг Хервег, Фердинанд Фрайлиграт, Хайнрих Хайне и Аугуст Хайнрих Хофман фон Фалерслебен поетите от „Млада Германия“ не желаят политически преврат. Стремят се много повече към създаването на ново, либерално общество, в което никой авторитет да не бъде приеман безусловно. За тях политиката е само една област наред с други като морал, религия и естетика.